# Ubach over Worms
Ubach over Worms (limburgisch Ubach uever Worms, deutsch auch Übach over Worms) ist eine frühere Gemeinde im Süden der niederländischen Provinz Limburg. Die Gemeinde Ubach over Worms bestand aus dem Hauptort Waubach und den kleineren Ortsteilen Rimburg, Groenstraat, Lauradorp und Abdissenbosch. Zum 1. Januar 1982 wurde Ubach over Worms mit Nieuwenhagen und Schaesberg zur neuen Gemeinde Landgraaf zusammengelegt. Innerhalb von Landgraaf hat Ubach over Worms seitdem den Status eines amtlichen Stadtteils („wijk“). Ubach over Worms grenzt über eine Länge von 9 km unmittelbar an das deutsche Bundesland Nordrhein-Westfalen. Zwischen dem Ortsteil Waubach und dem Übach-Palenberger Ortsteil Scherpenseel verläuft die Grenze zwischen Deutschland und den Niederlanden mitten durch die Bebauung.

## Geschichte
Jahrhundertelang war die Äbtissin des Stifts Thorn Grundherrin des Schöffenbezirks Übach unter der Schutzvogtei des Lands van Rode. Seit der Schlacht bei Worringen im Jahr 1288 wurde das Land van Rode als Teil der Landen van Overmaas in Personalunion von den Herzögen von Brabant mitregiert, die dadurch auch die Schutzvogtei über den Übacher Schöffenbezirk ausübten.
Der Schöffenbezirk Übach bestand aus zwei Teilen: Übach-Pfarrei östlich des Flüsschens Wurm (= ndl. Worm) im heutigen Deutschland und dem Overworms Quartier auf dem gegenüberliegenden Ufer in den heutigen Niederlanden.
In den 90er Jahren des 18. Jahrhunderts dehnte sich die Französische Revolution bis in die heutigen Benelux-Länder und das Rheinland aus. Genau wie in Frankreich beseitigten die französischen Revolutionäre vieles, was an das Ancien Régime erinnerte. Verwaltungsstrukturen wurden umgestaltet, Schöffenbezirke und Herrlichkeiten wurden abgeschafft, stattdessen wurde als neues Verwaltungsgebilde die so genannte Gemeinde (frz. commune) eingeführt. Auf dem Gebiet des früheren Schöffenbezirks Übach entstanden 2 Gemeinden: Übach, heute ein Ortsteil von Übach-Palenberg, und Ubach-over-Worms.
Nach der kommunalpolitischen Eigenständigkeit erhielt Ubach-over-Worms 1802 auch die kirchliche: Nachdem das Übacher Overworms Quartier seit Menschengedenken zum katholischen Pfarrbezirk Eygelshoven im Bistum Lüttich gehört hatte, wurde Ubach over Worms damals zur eigenständigen katholischen Pfarrei. Schon seit gut 100 Jahren (also seit etwa 1700) gab es damals in Waubach, dem Hauptdorf des Overworms Quartiers, eine behelfsmäßige Filialkirche, in deren Gebäude am Waubacher Kerkberg heute das Theater Landgraaf untergebracht ist. Im Jahr 1868 wurde dann die Sint-Jozefkerk („St. Josef-Kirche“) errichtet.
Bis zur Niederlage Napoléons gehörte Ubach over Worms zum Département Meuse-Inférieure. Die danach entstandenen Änderungen hatten zur Folge, dass die Wurm teilweise zum Grenzfluss wurde. Übach kam unter preußische Herrschaft, während Ubach over Worms niederländisch wurde. Von 1830 bis 1839 folgte Ubach over Worms dem größten Teil Limburgs und schloss sich der Belgischen Revolution an. Durch die Verträge von London wurde die Provinz Limburg aufgeteilt in die gleichnamige belgische Provinz einerseits und das Herzogtum Limburg andererseits, das gemeinsam mit Luxemburg zu einem in Personalunion vom niederländischen König regierten Mitgliedsstaat des Deutschen Bundes wurde.
Nach der österreichischen Niederlage im Deutschen Krieg wurde der Deutsche Bund 1866 aufgelöst. Dem an seiner Stelle damals gegründeten Norddeutschen Bund traten Luxemburg und das Herzogtum Limburg nicht mehr bei, das limburgische Herzogtum wurde stattdessen wieder zur niederländischen Provinz.
Durch die bis 1814 herrschende französische Verwaltung war auch die Herrlichkeit Rimburg aufgelöst und zu einer Gemeinde umgestaltet worden, deren Gebiet auf beiden Seiten der Wurm lag. Im Jahr 1817 wurde definitiv beschlossen, die bis dahin ungeteilte Gemeinde Rimburg in einen niederländischen und einen preußischen Teil aufzuspalten. Durch diese Maßnahme entstand die unglückliche Situation zweier Kleinstgemeinden, die für sich selbst nicht dauerhaft überleben konnten. 1857 wurde die preußische Bürgermeisterei Rimburg als amtsangehörigen Gemeinde der Bürgermeisterei Merkstein angegliedert, während der niederländische Gemeindeteil seine Eigenständigkeit noch bis 1886 bewahren konnte. Danach wurde das niederländische Rimburg zu Ubach over Worms eingemeindet, der preußische Gemeindeteil wurde 1927 endgültig durch die Gemeinde Merkstein vereinnahmt.

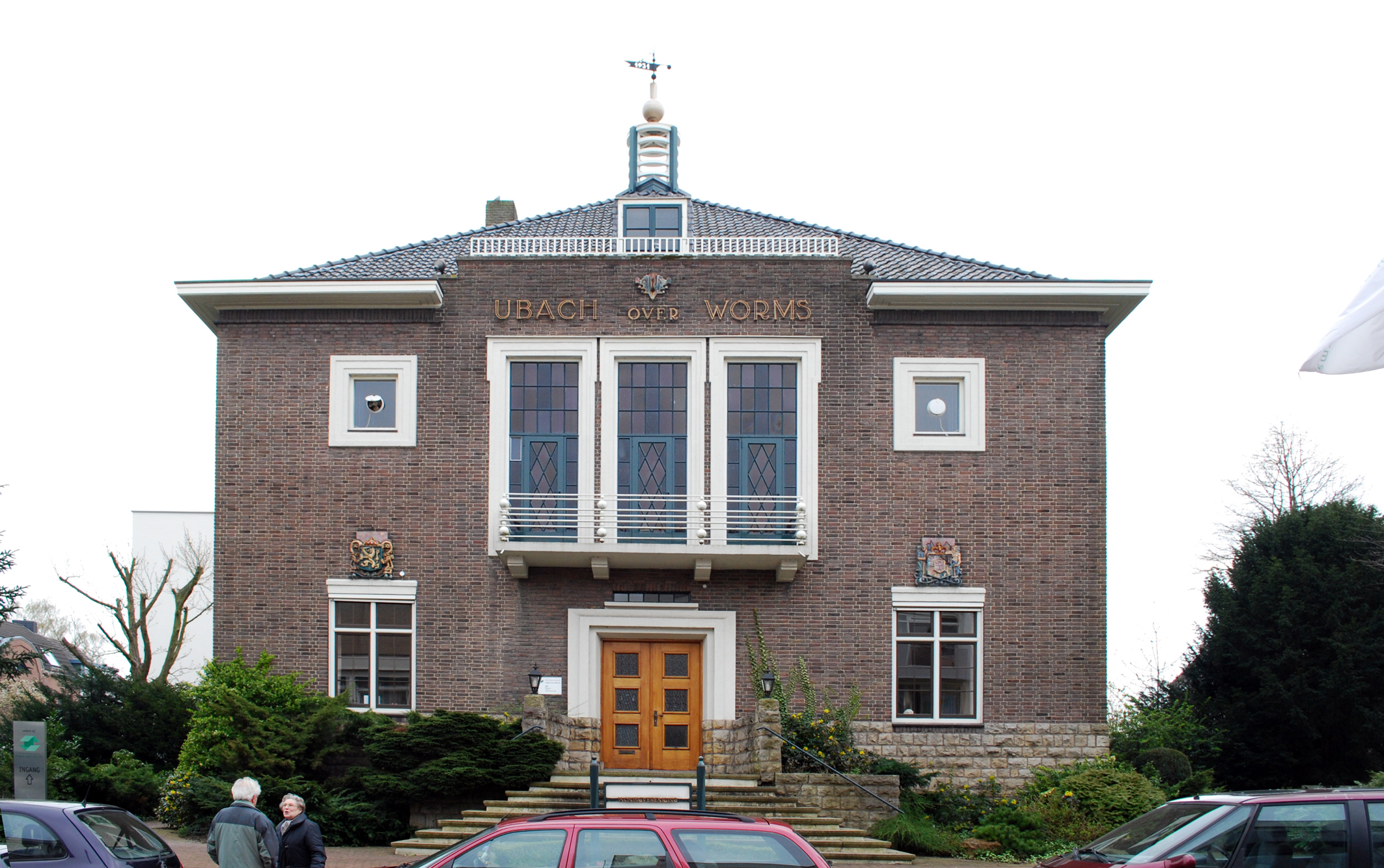
Früheres Rathaus von Ubach over Worms

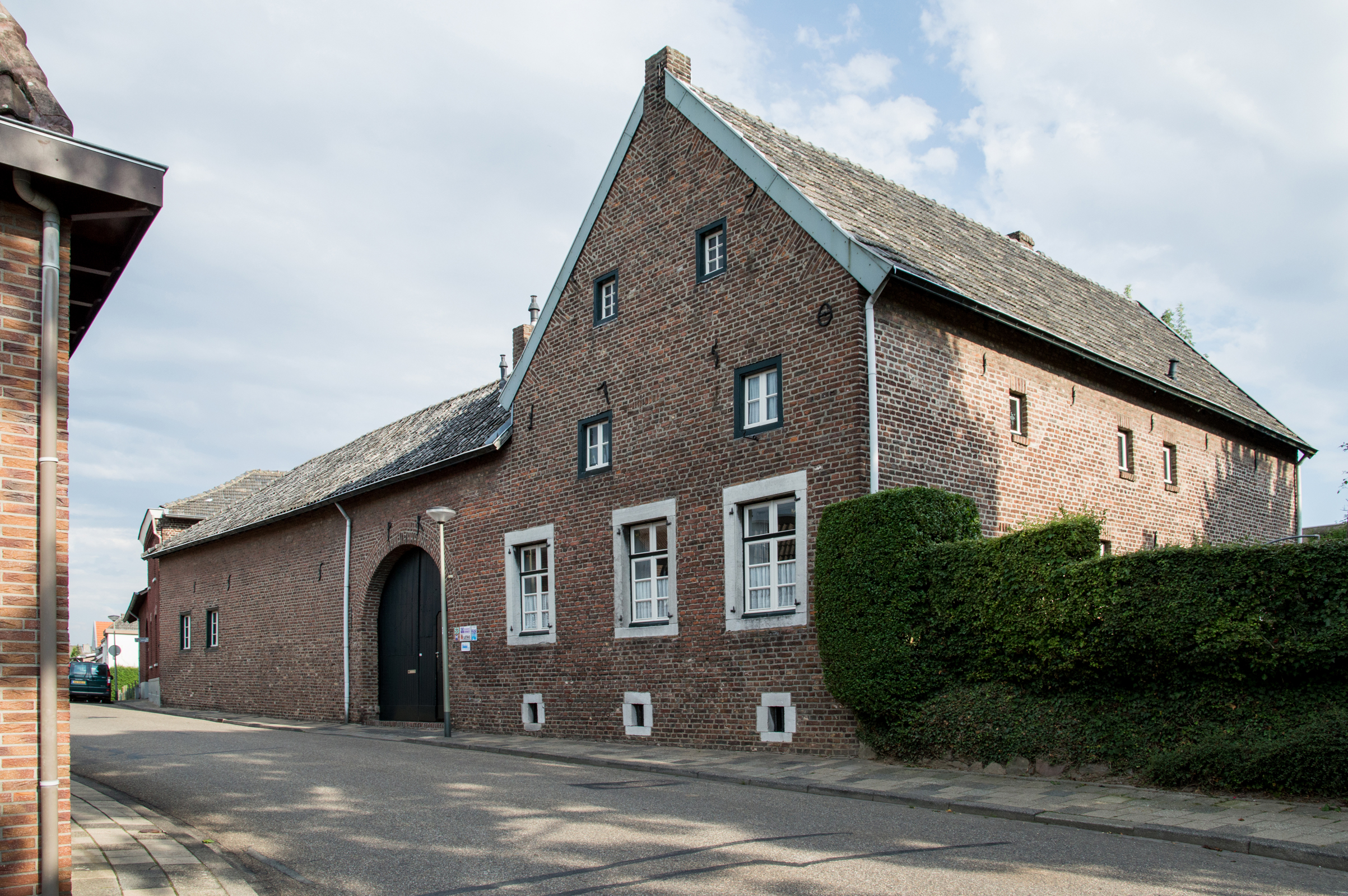
Bauernhof von 1750

Im Jahr 1975 wurde beschlossen, den Namen Ubach over Worms, der bis dahin lediglich die Gemeinde als Verwaltungseinheit bezeichnete, auch offiziell zum geografischen Ortsnamen zu machen, da die Bebauung der meisten Ortsteile inzwischen ineinander überging und in diesem Sinne zu einem Ort zusammengewachsen war, jedoch noch stets mit mehreren separaten Ortskernen in den verschiedenen Gemeindeteilen.
Während Rimburg seinen dörflichen und ländlichen Charakter im Wurmtal behalten hat, sind die Ortsteile Waubach und Groenstraat durch den Steinkohlenbergbau in den Bergwerken „Laura“ und „Julia“ im benachbarten Eygelshoven viel mehr verstädtert. Wie überall im Oude oder Oostelijke Mijnstreek (wörtlich etwa: Altes oder Östliches Bergbaugebiet) gab es hier in den Jahrzehnten vor dem II. Weltkrieg eine Bevölkerungsexplosion. Um das Bevölkerungswachstum aufzufangen, entstanden neue Ortsteile: Abdissenbosch und das planmäßig angelegte Viertel Lauradorp. Auch in der zweiten Hälfte des 20. Jahrhunderts musste weiter gebaut werden, um ausreichend Wohnraum für die wachsenden Bevölkerung zu schaffen. Durch die Neubauviertel Parkheide und Namiddagse Driessen wuchs der Ortsteil Abdissenbosch mit Waubach zusammen, während östlich des Europaweg-Zuid die so genannte Onkruidenbuurt (sinngemäß etwa: „Unkrautviertel“) entstand. Dieses Neubaugebiet wurde so bezeichnet, weil die Straßen dort alle nach diversen Wildkräutern wie Ehrenpreis, Wolfsmilch, Ackerwinde oder ähnlichem benannt wurden.
In den 1970er Jahren kamen aus Maastricht von der limburgischen Provinzialregierung (unter dem aus Nieuwenhagen stammenden Königlichen Kommissar Sjeng Kremers) und aus Den Haag durch den damaligen niederländischen Innenminister Hans Wiegel Pläne zu einer kommunalen Neugliederung Südlimburgs. Die Planungen sorgten vor allem in Schaesberg, Ubach over Worms und Nieuwenhagen für viel Aufregung, am meisten in Ubach over Worms, wo man sich ganz besonders für die weitere Eigenständigkeit der Gemeinde einsetzte. Nachdem sich in den drei betroffenen Gemeinden die Erkenntnis durchgesetzt hatte, dass sich die weitere Eigenständigkeit nicht durchsetzen ließ, engagierte man sich zuerst für eine gemeinsame Gemeinde aus zunächst vier (Eygelshoven, Nieuwenhagen, Schaesberg und Ubach-over-Worms, kurz: „ENSU“), später dann drei Altgemeinden (Schaesberg, Ubach-over-Worms und Nieuwenhagen – „SUN“). Weil Fantasienamen als Gemeindebezeichnungen in den Niederlanden nicht erlaubt sind, griff man bei der Namensauswahl für die neue Kommune auf ein gemeinsames Merkmal aller drei Altgemeinden zurück: die jahrhundertealte Landwehr, ndl. „Landgraaf“.
Nachdem die Tweede Kamer, das niederländische Parlament, im Februar 1981 die Option „Hoensbroek“ fallengelassen hatte, entstand zum 1. Januar 1982 die neue Gemeinde Landgraaf. Im neuen Landgraafer Gemeindegebiet ist Ubach over Worms nun der flächenmäßig größte und mit etwa 12 000 Einwohnern der bevölkerungsmäßig zweitgrößte der drei amtlichen Stadtteile.